# Józef Bryjka

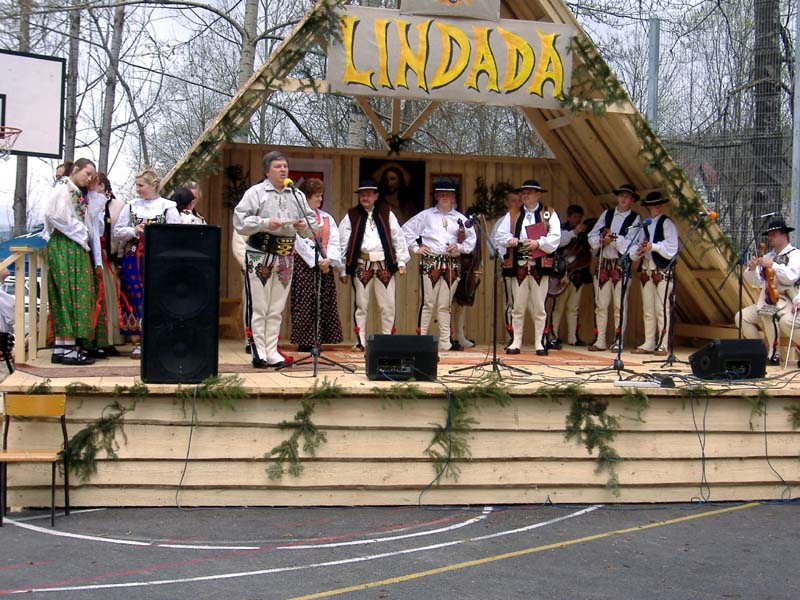
Gminny festyn "Lindada" (Leśnica k. Bukowiny Tatrzańskiej, 2006) na cześć postaci Józefa Bryjki

Józef Bryjka (pseud. Lindada, Jasny Gwint) (ur. 2 czerwca 1889 w Ochotnicy, zm. 25 czerwca 1970 w Jurgowie) – ludowy skrzypek wędrujący po Podhalu i Spiszu.
Za modlitwę czy swoją muzykę dostał czasem od którejś z gaździn talerz ciepłej strawy. – A jak na talerzu spodobał mu się wzorek z kwiatkiem, to jak zjadł, niby przez przypadek upuszczał talerz i stłuczony kawałek zabierał ze sobą. Jak potem grał, patrzył sobie na te „kwiotecki” i czytał z nich muzykę, jak z nut.
Wspomina o nim w Historii filozofii po góralsku Józef Tischner, nazywając go "podhalańskim Diogenesem".
Dzieje jego życia zainspirowały reżysera Jana Jakuba Kolskiego do nakręcenia filmu Grający z talerza. Lindada posłużył jako pierwowzór postaci grajka Ludny (granego przez Krzysztofa Pieczyńskiego). 
Od roku 2003 na terenie gminy Bukowina Tatrzańska organizowana jest impreza jego imienia - "Lindada - u zbiegu trzech kultur". 